# Aert Pietersz

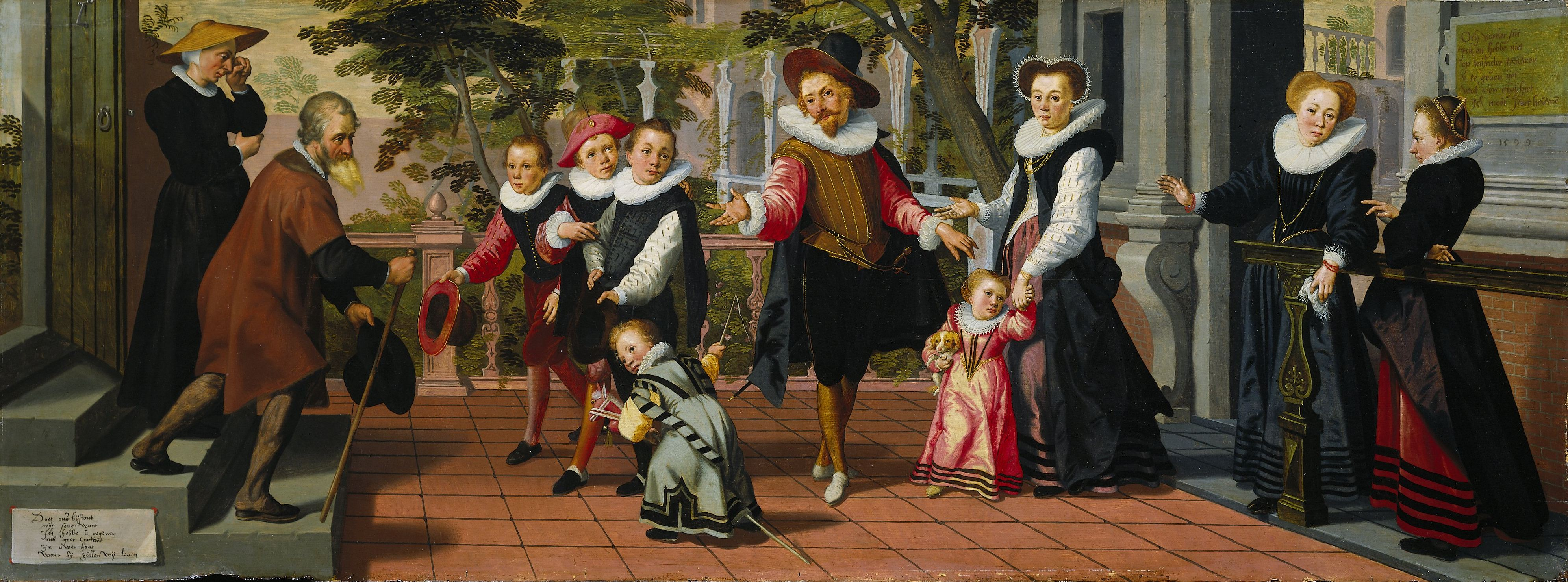
Copii bogați, părinți săraci de Aert Pietersz, Rijksmuseum, 1599

Aert Pietersz (n. 1550, Amsterdam, Țările de Jos Habsburgice⁠(d) – d. 1612, Amsterdam, Comitatul Olanda, Provinciile Unite) a fost un pictor neerlandez din Epoca de Aur a Olandei.
Pietersz s-a născut și a murit în Amsterdam. Potrivit lui Karel van Mander, a fost al doilea fiu al lui Pieter Aertsen, fratele mai mic al lui Pieter Pietersz cel Bătrân și fratele mai mare al lui Dirck Pietersz. El a fost un bun pictor al alegoriilor istorice.
Potrivit RKD, mai multe portrete se regăsesc în Amsterdam, unde a fost îngropat pe 12 iunie 1612 în Oude Kerk.